# Мистерио, Доминик
Домини́к Оскар Гутьеррес (англ. Dominik Óscar Gutiérrez, род. 5 апреля 1997, Сан-Диего, Калифорния) — американский рестлер, выступающий в WWE на бренде Raw под именем «Грязный» Домини́к Мисте́рио (англ. "Dirty" Dominik Mysterio). Он является членом группировки «Судный день» и действующим интерконтинентальным чемпионом WWE.
Гутьеррес является рестлером в третьем поколении, так как он является сыном Рея Мистерио-младшего, а также внучатым племянником Рея Мистерио-старшего. Бывший командный чемпион со SmackDown со своим отцом, что делает их первыми в истории командными чемпионами как отец и сын.

## Ранняя жизнь
Доминик Гутьеррес родился 5 апреля 1997 года, являясь сыном Энджи Гутьеррес и рестлера Рея Мистерио. У него также есть младшая сестра, Алия.

## Карьера в рестлинге

### World Wrestling Entertainment/WWE

#### Ранние появления (2005, 2010)
Гутьеррес впервые появился в реслинге в возрасте 8 лет в 2005 году, как часть продолжающегося фьюда его отца Рея Мистерио с Эдди Герреро, в которой два соперника боролись за опеку над ним, и Герреро заявил, что Мистерио никогда не был его отцом. На SummerSlam Мистерио победил Герреро, тем самым закончив c ним сюжетную линию. В 2010 году он снова появился, на этот раз во время вражды между Реем Мистерио и обществом Straight Edge (CM Панк, Люк Галлоус и Серена).

#### Дебют на ринге (2019—2020)
19 марта 2019 года на эпизоде SmackDown Live Гутьеррес появился на шоу вместе со своим отцом, Реем Мистерио, который объявил, что встретится с Самоа Джо на Рестлмании 35. С апреля по июнь он снова появился на Raw, во время фьюда между Мистерио и Джо. В течение следующих месяцев он был вовлечен в сюжетные линии своего отца, включая вмешательство в матч против чемпиона WWE Брока Леснара на Survivor Series.
В мае 2020 года он снова помог своему отцу, на этот раз во фьюде с Сетом Роллинсом и его товарищами по команде Мерфи и Остином Теори, после того как его отец получил тяжелую травму глаза (постановочно). На Extreme Rules: The Horror Show в матче «око за око» где победитель мог быть объявлен только после удаления глазного яблока противника из его глазницы, Мистерио «удалили» глаз. После этого Доминик пришёл отомстить, но нападение на Роллинса оказалось неудачным, и Доминику пришлось спасать союзника своего отца, Алистера Блэка. На эпизоде Raw от 3 августа, Доминик бросил вызов Роллинсу, который он принял на Саммерсламе, этот матч должен стать дебютным матчем для Доминика. На следующей неделе, сделав свой матч на Саммерсламе официальным, Роллинс и Мерфи жестоко обращались с беспомощным Домиником, с помощью палки кендо более чем 30 ударов. 23 августа на Саммерсламе Доменик дебютировал на ринге, где потерпел поражение от Роллинса в уличной драке. На Payback Доминик объединился со своим отцом, победив Роллинса и Мерфи в стенах WWE. На следующий вечер на Raw Доминик заменил своего травмированного отца в матче с Роллинсом, настроенным на то, чтобы определить кто выйдет в следующий матч, который состоялся позже той же ночью, чтобы решить следующего претендента за Чемпионство WWE. Роллинс избежал фрог-сплеша и победил Доминика, расстроенный Рей смотрел это за кулисами. На следующей неделе он победил Мерфи с помощью своей семьи в уличной драке. На выпуске Raw от 14 сентября он снова сражался с Роллинсом, на этот раз в матче в стальной клетке, где был побежден.
Новая сюжетная линия развернулась в сентябре, когда сестра Доминика начала проявлять чувства, к бывшему ученику Роллинса Мерфи. Однако эта сюжетная линия была отброшена.

#### Командные чемпионы (2020—2021)

Доминик с отцом на Clash at the Castle, сентября 2022 года

В рамках драфта 2020 года в октябре Мистерио был задрафтован на бренд SmackDown. Там они оба сосредоточились на командном дивизионе, пытаясь выиграть командные чемпионства. Он также участвовал в пре-шоу Survivor Series и принимал участие королевской битве на Royal Rumble, но был выбит Бобби Лэшли. Вместе с со своим отцом они пытались выиграть Командное чемпионство WWE SmackDown на Рестлмании, но Дольф Зигглер и Роберт Руд сумели сохранить свои титулы. На WrestleMania Backlash они выиграли Командные чемпионства WWE SmackDown, что стало первым титулом Доминика в стенах WWE и сделало его и Рея первыми командными чемпионами отца и сына в истории WWE. На Money in the Bank Мистериос проиграли титулы Братьям Усо, тем самым завершив его рейн через 63 дня. Матч-реванш за титулы был назначен на SummerSlam, но Mysterios не смогли вернуть титулы. На выпуске Smackdown от 10 сентября 2021 года из Мэдисон-сквер-Гарден, Доминик объединился со своим отцом и Джоном Синой, чтобы сразиться с командой Романа Рейнса и Усо в командном матче из 6 человек где одержали победу в темном матче.

#### Возвращение на Raw, Судный день (2022—н.в.)

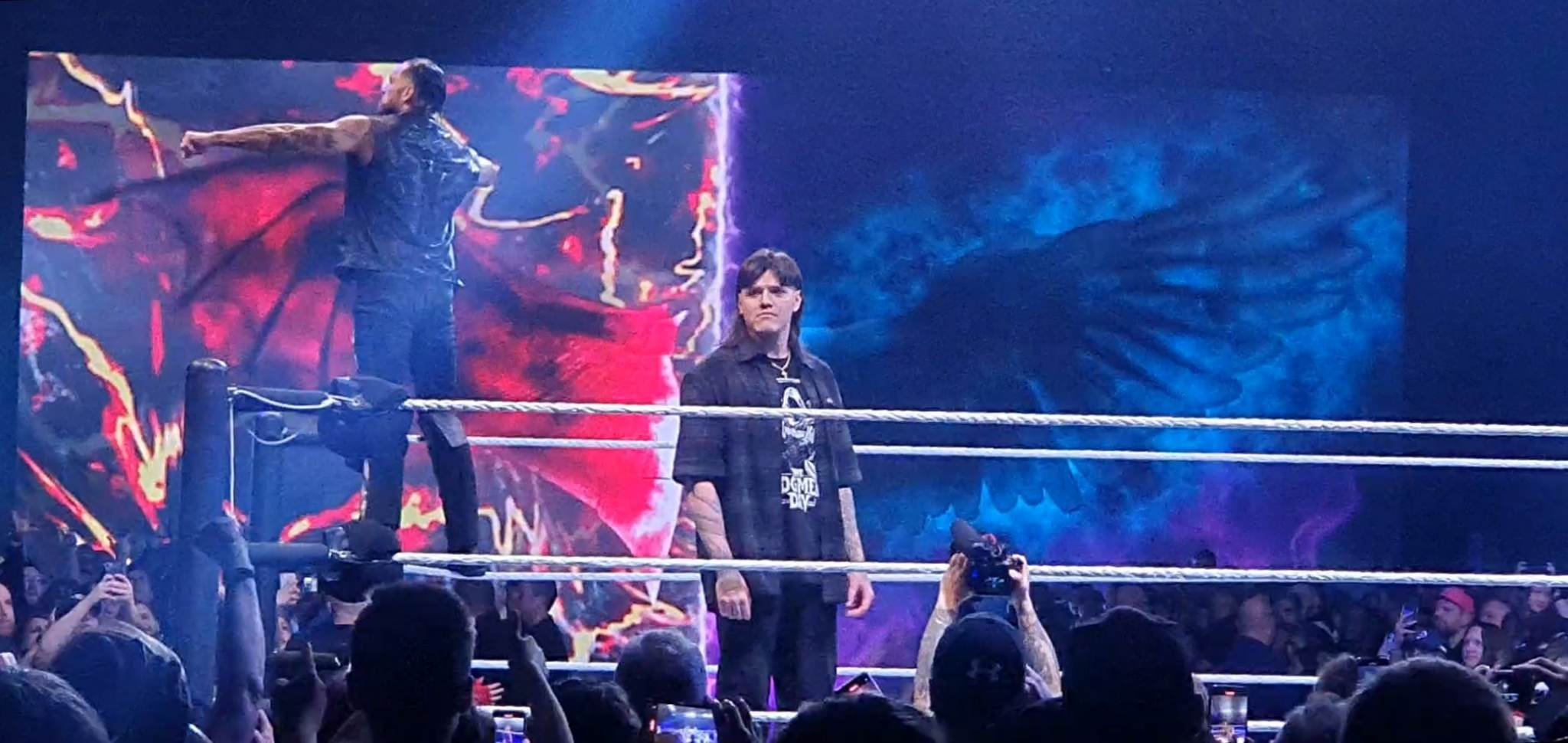
Мистерио в составе «Судного дня», апрель 2023 года

В рамках драфта 2021 года и Рей, и Доминик были задрафтованы на бренд Raw. На Royal Rumble 29 января Доминик вышел на Royal Rumble матч под номером 14, но был быстро выбит Хэппи Корбином. На выпуске Raw от 21 февраля 2022 года Миз вызвали Mysterios на командный матч на Рестлмании, в котором его партнёром был персонаж социальных сетей Логан Пол, и они приняли его вызов. На Рестлмании 38 Доминик вместе со своим отцом Реем проиграл Мизу и Логану Полу. В следующем эпизоде Raw Доминик проиграл Мизу в одиночном матче, после матча на него и его отца напал Вир Махаан. Доминик должен был встретиться с Махааном в поединке один на один, но потерпел легкое поражение и получил травму, так что его пришлось выносить на носилках. Совершил хиллтерн на WWE Clash at the Castle 2022 напав на Эджа и на своего отца Рея Мистерио. Он присоединился к группировке «Судный день» на Monday Night RAW 05.09.2022.

## Титулы и достижения
- Pro Wrestling Illustrated
  - Открытие года (2020)[29]
  - PWI ставит его под № 147 в списке 500 лучших рестлеров в 2021 году
- WWE
  - Командное чемпионство WWE SmackDown  (1 раз) — с Рей Мистерио[30]
  - Североамериканский чемпион NXT (2 раза)
  - Интерконтинентальный чемпион WWE (1 раз)
  - Bumpy Award (1 раз)
    - Лучшая команда полугодия (2021) — с Рей Мистерио[31]
- Другие награды
  - Национальный мастер манежа Don’t H8[32]